# Nicola Pieri
Nicola Pieri (Roma, 12 giugno 1916 – Roma, 24 ottobre 1984) è stato un calciatore italiano, di ruolo difensore.

## Carriera
Nella stagione 1934-1935 ha fatto parte della rosa della Roma, in Serie A; nella stagione 1935-1936 ha invece collezionato 26 presenze in Serie B con la maglia della Pistoiese.
Ha poi giocato per una stagione in Serie C con la M.A.T.E.R. Roma, società nella quale in seguito ha militato anche dal 1938 al 1944. In particolare, nella stagione 1938-1939 e nella stagione 1939-1940 la squadra ha vinto il proprio girone di Serie C, mancando però in entrambe le occasioni la promozione in Serie B a causa del piazzamento sfavorevole nel Girone Finale per la promozione. Dopo un secondo posto in classifica nella stagione 1940-1941, nella stagione 1941-1942 ha ottenuto la promozione in Serie B, categoria in cui Pieri nella stagione 1942-1943 ha disputato 32 partite. Successivamente ha anche giocato una partita nel Campionato romano di guerra 1943-1944, sempre con la maglia della M.A.T.E.R. Roma.
Nella stagione 1947-1948 è tornato a militare in Serie C, questa volta con la maglia della S.T.E.F.E.R. Roma.
In carriera ha giocato complessivamente 58 partite in Serie B.

## Palmarès

### Club

#### Competizioni nazionali
- Serie C: 2

M.A.T.E.R.: 1938-1939 (girone G), Serie C 1939-1940 (girone G), 1941-1942